# Mônica Rodrigues
Mônica Rodrigues (* 20. September 1967 in Rio de Janeiro) ist eine ehemalige brasilianische Beachvolleyballspielerin.

## Karriere
Rodrigues spielte 1993 ihre ersten internationalen Turniere mit Adriana Samuel Ramos. Beim Open-Turnier in Rio de Janeiro erreichte das Duo ebenso das Finale wie 1994 bei den Goodwill Games in Sankt Petersburg. Nach zahlreichen weiteren Top-Ten-Platzierungen, darunter der Sieg bei den Open ihres Heimatlandes in Santos und drei weiteren Finalteilnahmen direkt vor den Olympischen Sommerspielen 1996, nahmen die Brasilianerinnen an der Veranstaltung in Atlanta teil und unterlagen erst im Endspiel ihren Landsleuten Sandra Pires und Jackie Silva. Nach einem weiterer zweiten Platz in Espinho hatten die beiden Südamerikanerinnen das fünfte Mal in Serie das Finale erreicht, konnten jedoch kein einziges Mal gewinnen. Dies gelang ihnen noch im gleichen Jahr in Salvador da Bahia und in der folgenden Saison in Rio de Janeiro, Espinho und Osaka, bevor sie das Viertelfinale der Weltmeisterschaft in Los Angeles gegen die US-Amerikanerinnen Kirby/Reno verloren.
Anschließend spielte Rodrigues vier Turniere mit Jackie Silva und erreichte mit ihrer Partnerin einen zweiten, einen dritten, einen vierten und einen fünften Rang. An weiteren Veranstaltungen nahm Mônica Rodrigues mit diversen anderen Partnerinnen teil, bevor sie 2000 ein neues Duo mit Ana Paula Connelly bildete, das unter anderem das Open-Turnier in Cagliari gewann. 2002 war die aus Rio de Janeiro stammende Athletin mit Alexandra Fonseca aktiv. Zwei Halbfinalteilnahmen in Gstaad und Madrid, drei fünfte Plätze sowie drei weitere Top-Ten-Platzierungen waren das Ergebnis dieser Zusammenarbeit. Die folgende Saison an der Seite von Leila Barros brachte beim ersten gemeinsamen Event bei den Hellas Open in Rhodos ebenfalls den Einzug ins Viertelfinale, den die beiden Brasilianerinnen in Osaka noch einmal bestätigen konnten.
Bei der Weltmeisterschaft in Rio de Janeiro im gleichen Jahr trat Mônica Rodrigues vor eigenem Publikum allerdings mit Ângela Lavalle an. Das Duo schied nach der Vorrunde aus und belegte Platz 33. Im folgenden Jahr spielte die in Rio de Janeiro gebürtige Sportlerin wieder mit Alexandra und erreichte mit ihr einen neunten Rang beim Gram Slam von Marseille. Nach einem fünften Platz bei den brasilianischen Open in ihrem Geburtsort beendete Mônica Rodrigues ihre Karriere.